# 侯云德
侯云德（1929年7月13日—），江苏常州人，中国医学病毒学专家，中国工程院院士，现任中国疾病预防控制中心病毒病预防控制所院士实验室主任，传染病国家重大专项技术总师，曾任中国工程院副院长。
侯云德被称为中国干扰素之父。

## 履历[2]
- 1955年3月，同济医学院医本科毕业。
- 1962年，就读于苏联医学科学院病毒学研究所（俄语：НИИ вирусологии имени Д. И. Ивановского РАМН），同时获得副博士和医学博士学位。
- 1995年，当选中国工程院院士[1][4]。
- 2018年1月，获国家最高科学技术奖[5]。